# Гузей, Леонид Степанович
Леонид Степанович Гузей (31 августа 1935, Минск — 3 августа 2014, Москва) — советский и российский химик, доктор химических наук, профессор кафедры общей химии химического факультета МГУ им. М. В. Ломоносова. Специалист в области химического материаловедения металлических сплавов и композиционных материалов на их основе.

## Биография
Леонид Степанович Гузей родился 31 августа 1935 года в Минске в семье учителей. Родители после окончания Белорусского госуниверситета были направлены на работу в г. Гомель.
Отец, Гузей Степан Иванович преподавал математику, в послевоенные годы работал директором школы; умер в 1957 г. Мать, Евгения Аркадьевна, преподавала химию; умерла в 1977 г. Брат, Гузей Аркадий Степанович, кандидат химических наук, работал на агрономическом факультете во ВСХИЗО в должности заведующего кафедрой агрохимии, защиты растений и химии (названной в честь него). В 1944 г. семья перебралась в г. Щорс (УССР) в связи с переводом по работе.
В 1953 г. Леонид Степанович окончил школу с серебряной медалью и поступил на Химический факультет МГУ, который окончил в 1958 г. С ранних курсов он начал работать на кафедре общей химии. Дипломную работу по исследованию ферритов выполнил в лаборатории Т. И. Булгаковой.
По распределению Леонид Степанович был направлен на работу в филиал Физико-химического института им. Л. Я. Карпова в г. Обнинске. Но филиал, организованный совсем недавно, ещё не работал, и распределённые выпускники занимались радиохимией в основном институте в Москве.
В 1960 г. Гузей поступил в аспирантуру Химического факультета на кафедру общей химии к Т. И. Булгаковой. В 1963 г. он окончил обучение и был распределён в г. Новокуйбышевск, но в связи с женитьбой остался работать в Москве, на Химическом факультете в должности младшего сотрудника в лаборатории Е. М. Соколовской. В 1967 г. он защитил кандидатскую диссертацию на тему «Исследование термодинамических свойств системы MoFe2-xCrxO11 методом электродвижущих сил с твёрдым электролитом».
С 1970 г. Леонид Степанович стал ассистентом, в 1972 г. — доцентом, а в 1980 г. он защитил докторскую диссертацию на тему «Исследования в области физикохимии жаропрочных волокнистых композиционных материалов с металлической матрицей». В 1983 г. стал профессором кафедры общей химии, занимая эту должность до конца жизни.
В 1962 г. Л. С. Гузей был в составе химической лаборатории на корабле «Батайск» при проходе вокруг Европы из Мурманска в Одессу со студентами геологического факультета.
Л. С. Гузей неоднократно выезжал за границу в командировки. С сентября 1970 по февраль 1971 гг. он был на научной стажировке в Англии в Бирмингемском университете на факультете физической металлургии, после которой на химфаке им был введён новый спецкурс «Строение и свойства металлических твёрдых растворов». В 1982 г. сопровождал школьников СССР на XIV Международной химической олимпиаде в Швеции. Весной 1987 г. прочитал серию лекций в нескольких университетах Индии. А в октябре 1989 г. выезжал в Югославию. Начиная с 1990-х гг. неоднократно посещал Германию.

## Научные исследования
Основной интерес Гузея был направлен на исследования в области химии твёрдого тела. Он изучал химическое материаловедение металлических сплавов и композиционных материалов на их основе. Благодаря ему развивались теоретические и экспериментальные методы изучения многокомпонентных систем, разрабатывались физико-химические основы создания жаропрочных композиционных материалов с металлическими матрицами. Предложил расчёт термодинамических свойств тройных сплавов методом регрессионного анализа в 1974 г. А в 1988 году он сообщил об алгоритме расчёта фазовых равновесий в системах с «точечными» фазами, теоретически и экспериментально определил фазовые равновесия в системе Ni-Si-C при 800 °C. Изучал фазовые равновесия Al-B-X, Al-C-X, где X — переходные и редкоземельные элементы, влияние ванадия на фазовые равновесия, взаимодействие матрицы на основе никеля с карбидом кремния. До 2003 года он был заведующим лабораторией металлохимии, в 1998—1999 гг. руководил работой лаборатории по гранту INTAS по расчёту и экспериментальному исследованию систем Mg-Li-X. Был участником международного проекта по критическому анализу трёхкомпонентных металлических систем («Materials Science International Team», Штутгарт), в течение 20 лет участвовал в разработке сборников диаграмм состояния металлических систем, выпускаемых ВИНИТИ.
Научные работы Л. С. Гузея имели не только теоретическое, но и практическое значение. Он являлся научным руководителем нескольких хоздоговоров с предприятиями Минавиапрома (на сумму около 50 тыс. рублей ежегодно).
Леонид Степанович разработал способ очистки галлия и обработки сплавов на никелевой основе, придумал способы получения неметаллических волокон и новых композиционных материалов.

## Педагогическая деятельность
Леонид Степанович Гузей был активным и талантливым педагогом. В течение 30 лет, с 1971 по 2001 год, он читал курс «Общая и неорганическая химия» для студентов биологического факультета, с 2004 по 2011 годы обучал студентов геологического факультета. Читал спецкурсы «Физикохимия композиционных материалов» для студентов механико-математического факультета и «Химия твёрдого тела» для студентов химического факультета. Он является автором множества учебных пособий для студентов и вузов, например: «Общая химия», «Металлохимия»; для школьников и учителей; для студентов и слушателей ФПК.
Многие студенты вспоминают лекции Леонида Степановича с теплом, он виртуозно мог удерживать внимание любого, охотно отвечал на вопросы, которые задавали студенты в записках. Некоторые выпускники до сих пор вспоминают свои первые лекции с Леонидом Степановичем, где он плескал на аудиторию жидкий азот или взрывал водород. На экзаменах Л. С. Гузей разрешал студентам пользоваться учебниками, утверждая, что без понимания материала списать и хорошо ответить невозможно.
Под его руководством было защищено более 30 дипломных работ и 20 кандидатских диссертаций.
Немалую часть жизни Леонид Степанович посвятил работе со школьниками и учителями. Ещё будучи студентом он помогал своей маме, учительнице химии, а во время аспирантуры вёл химический кружок для школьников на Химическом факультете. Он участвовал в проведении различных школьных олимпиад от городского до всесоюзного уровней, возглавлял делегацию СССР на XIV Международной олимпиаде школьников в Стокгольме, организовывал и проводил I Всесоюзный слёт юных химиков в пионерском лагере «Орлёнок» в 1969 г.
Л. С. Гузей возглавлял комиссию по развитию школьного химического образования, читал лекции учителям, объяснял концепцию своих учебников, отвечал на вопросы теоретического и практического характера. Курсы повышения квалификации учителей проходили в различных городах: Москва, Вильнюс, Тюмень, Саянск, Кишинёв, оставив множество благодарных преподавателей по всему СССР.
Благодаря накопленным знаниям и опыту Леонид Степанович создал большое количество учебников не только для студентов, но и для школьников. Был издан комплект школьных учебников по химии с 8 по 11 классы, вошедших в Федеральный комплект учебников. В нынешнее время имя Л. С. Гузея увековечено как автора различных учебников по химии, некоторые из которых стали победителями Всероссийского конкурса учебников. Изданием его учебных пособий по химии для школы занимались ведущие издательства «Просвещение», «Дрофа»:
- Гузей Л. С., Сорокин В. В., Суровцева Р. П. Химия. 8 класс. Учебник. — М.: Дрофа, 2010. — 288 с.
- Гузей Л. С., Суровцева Р. П. Химия. Тетрадь для практических занятий. К учебнику «Химия. 8 класс». — М.: Дрофа, 2010. — 112 с.
- Гузей Л. С., Лысова Г. Г. Методические рекомендации по использованию учебников «Химия. 10» и «Химия. 11» при изучении химии на базовом и профильном уровне. — М.: Дрофа, 2010. — 144 с.

## Основные труды
Л. С. Гузеем было опубликовано свыше 260 научных статей, 30 книг и учебников, он сделал более 40 докладов на 18 всесоюзных и 4 международных конференциях, имеет 6 авторских свидетельств, одно из которых было внедрено на заводе «Красный пролетарий» с годовым экономическим эффектом в районе 500 тыс. рублей и продано за границу.
Леонид Степанович являлся соавтором следующих монографий:
- Гузей Л. С., Соколовская Е. М. Общая химия. — М.: Изд-во МГУ, 1988. — 710 с.
- Гузей Л. С., Соколовская Е. М. Физикохимия композиционных материалов. — М.: Изд-во МГУ, 1978. — 225 с.
- Гузей Л. С., Соколовская Е. М. (Учебное пособие для вузов) — М. МГУ, 1986. — 264 с.
- Гузей Л. С., Сорокин В. В. Основные законы химии. Стереохимия. — М.: Изд-во МГУ, 1992.

## Общественная и политическая деятельность
С 1949 г. член ВЛКСМ, с 1968 г. член КПСС. Л. С. Гузей непрерывно повышал свой профессиональный уровень. В 1969 г. он закончил философский факультет, в 1983 г. — отделение профессорско-преподавательского состава ВУМЛ’а, являлся членом методологического семинара факультета.

## Почести и награды
- «Отличник народного просвещения» (1973).
- «Победитель социалистического соревнования 1975 года» (1975).
- «Отличник просвещения СССР» (1978).
- Нагрудный знак «250 лет МГУ им. М. В. Ломоносова» (1988).
- Медаль «В память 850-летия Москвы» (1997).
- Почётное звание «Заслуженный профессор Московского университета» (2005).

## Семья
Леонид Степанович женился в 1963 г. Жена, Людмила Сергеевна Гузей, работала старшим научным сотрудником в Институте нефти и газа им. Губкина.
	В 1964 г. родился сын, Гузей Игорь Леонидович. После окончания МАИ и защиты кандидатской диссертации на мехмате МГУ работал там же на кафедре механики композитов (1992-1999 гг.), исследовал эффекты термодиффузии в упругих и вязкоупругих композитах. У Леонида Степановича двое внуков — Алексей и Вика.

## Интересные факты
Леонид Степанович свободно говорил на английском и украинском языках. Базово владел французским, немецким и японским языками.
Студенты биологического факультета, будучи слушателями лекций Л. С. Гузея, в 1994 г. выпустили «Краткий словарь неологузмов русского языка», где они придумывали слова с корнем «гуз» и давали им значения. Таким образом, слово «гузник» означает студента, который не понимает химию, а «гузыскание» — курсовая работа по химии.